# Empedocle (nome)
Empedocle  è un nome proprio di persona italiano maschile.

## Varianti in altre lingue
- Albanese: Empedokli
- Basco: Enpedokles
- Catalano: Empèdocles
- Ceco: Empedoklés
- Esperanto: Empedoklo
- Francese: Empédocle
- Greco antico: Ἐμπεδοκλῆς (Empedokles)
- Greco moderno: Εμπεδοκλής (Empedoklīs)
- Irlandese: Eimpeidicléas
- Islandese: Empedókles
- Latino: Empedocles[1]
- Lettone: Empedokls
- Lituano: Empedoklis
- Polacco: Empedokles
- Portoghese: Empédocles
- Russo: Эмпедокл (Ėmpedokl)
- Serbo: Емпедокле (Empedokle)
- Slovacco: Empedokles
- Sloveno: Empedoklej
- Spagnolo: Empédocles
- Tedesco: Empedokles
- Ucraino: Емпедокл (Empedokl)
- Ungherese: Empedoklész

## Origine e diffusione
Continua l'antico nome greco Ἐμπεδοκλῆς (Empedokles). È composto dai termini ἔμπεδος (empedos, "saldo", "costante", a sua volta da ἐν, en, "in" e πέδον, pedon, "suolo") e κλέος (kleos, "gloria"), e può essere interpretato come "gloria costante"; il secondo elemento è comune nei nomi greci, ritrovandosi ad esempio anche in Cleopatra, Tecla, Ercole, Pericle e Patroclo.

## Onomastico
Si tratta di un nome adespota, cioè privo di santo patrono; l'onomastico può essere festeggiato ad Ognissanti, il 1º novembre.

## Persone

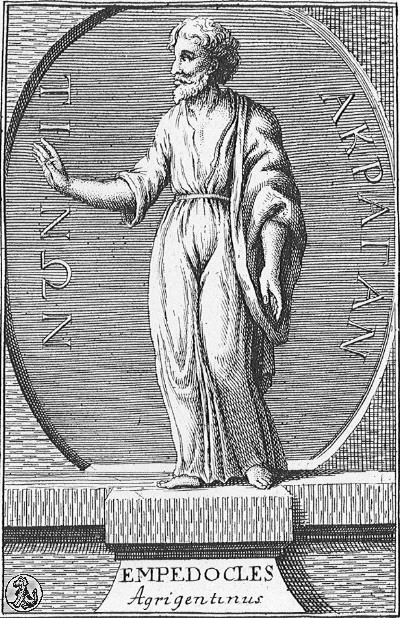
Empedocle

- Empedocle, filosofo e politico siceliota
- Empedocle Maffia, giornalista italiano
- Empedocle Restivo, avvocato, giurista e politico italiano